# Malea Patera
Malea Patera est un volcan de la planète Mars situé par 63,4° S et 51,9° E dans le quadrangle de Noachis, au sud de Peneus Patera et entre Pityusa Patera à l'ouest et Amphitrites Patera à l'est, au sud-ouest du bassin d'impact d'Hellas Planitia, dans une zone souvent appelée Circum-Hellas Volcanic Province en anglais. Cet édifice volcanique à peine discernable possède une caldeira d'un peu moins de 245 km de diamètre et un point culminant à environ 500 m au-dessus du niveau de référence martien.

## Géologie
Aucune datation précise de Malea Patera n'a pu être menée, mais l'ensemble de la région daterait de 3,8 à 3,6 Ga, avec un âge croissant d'est en ouest, de sorte que Malea aurait sans doute cessé d'être actif avant même l'Hespérien, il y a 3,7 milliards d'années selon l'échelle de Hartmann & Neukum. Cette grande ancienneté expliquerait l'apparence particulièrement érodée de cet édifice.